# Xie Limei
Xie Limei (chinesisch 謝荔梅, Pinyin Xiè Lìméi; * 27. Juni 1986 in Zhangzhou) ist eine ehemalige chinesische Leichtathletin, die sich auf den Dreisprung spezialisiert hat.

## Sportliche Laufbahn
Erste internationale Erfahrungen sammelte Xie Limei im Jahr 2004, als sie bei den erstmals ausgetragenen Hallenasienmeisterschaften in Teheran mit einer Weite von 13,39 m die Goldmedaille gewann. Anschließend startete sie bei den Juniorenweltmeisterschaften in Grosseto und gewann dort mit 13,77 m die Silbermedaille. Im Jahr darauf siegte sie dann mit 14,38 m bei den Asienmeisterschaften in Incheon und gewann anschließend bei den Ostasienspielen in Macau mit einem Sprung auf 13,65 m die Silbermedaille hinter ihrer Landsfrau Huang Qiuyan. 2006 schied sie bei den Hallenweltmeisterschaften in Moskau mit 13,75 m in der Qualifikation aus und nahm im Sommer erstmals an den Asienspielen in Doha teil, bei denen sie mit 14,37 m die Goldmedaille gewann. Im Jahr darauf erreichte sie bei den Leichtathletik-Weltmeisterschaften 2007 in Osaka das Finale und klassierte sich dort mit 14,50 m auf dem sechsten Platz. Zudem stellte sie in diesem Jahr mit 14,90 m einen neuen Landesrekord auf. 2008 wurde sie bei den Hallenweltmeisterschaften in Valencia mit 14,13 m Siebte und schaffte auch die Qualifikation für die Olympischen Spiele in Peking, bei denen sie mit 14,09 m im Finale auf Rang zehn gelangte.
2009 belegte sie bei den Weltmeisterschaften in Berlin mit 14,16 m den siebten Platz und im Jahr darauf erreichte sie bei den Hallenweltmeisterschaften in Doha mit 14,03 m Rang sechs. Beim IAAF-Continentalcup wurde sie mit 14,35 m Vierte und gewann anschließend bei den Asienspielen in Guangzhou mit einem Sprung auf 14,18 m die Silbermedaille hinter der Kasachin Olga Rypakowa. 2011 siegte sie bei den Asienmeisterschaften in Kōbe mit einer Weite von 14,54 m und schied anschließend bei den Weltmeisterschaften in Daegu mit 13,75 m in der Qualifikation aus. Im Jahr darauf siegte sie bei den Hallenasienmeisterschaften in Hangzhou mit 14,06 m und schied anschließend bei den Hallenweltmeisterschaften in Istanbul mit 13,54 m in der Vorrunde aus. Im August startete sie erneut bei den Olympischen Spielen in London, verpasste dort aber mit 13,69 m den Finaleinzug. 2013 beendete sie ihre Karriere, kehrte 2017 aber noch einmal zurück, beendete dann aber in Dalian ihre aktive sportliche Karriere im Alter von 31 Jahren.
In den Jahren 2006 und 2007 sowie 2009 und 2010 wurde Xie chinesische Meisterin im Dreisprung.

## Persönliche Bestzeiten
- Dreisprung: 14,90 m (+1,0 m/s), 20. September 2007 in Ürümqi (chinesischer Rekord)
  - Dreisprung (Halle): 14,30 m, 26. Februar 2008 in Peking